# Keeping Up with the Steins
Keeping Up With the Steins é um filme de comédia estadunidense de 2006, dirigido por Scott Marshall. 
Estrelado por Garry Marshall, Jeremy Piven, Jami Gertz e Daryl Hannah, o filme conta como vivem as família judaicas no mundo moderno. 

## Elenco
- Daryl Sabara - Benjamin "Ben" Fiedler
- Jami Gertz - Joanne Fiedler
- Jeremy Piven - Adam Fiedler
- Miranda Cosgrove - Karen Sussman
- Britt Robertson - Ashley Grunwald
- Larry Miller - Arnie Stein
- Sandra Taylor - Raylene Stein
- Carter Jenkins - Zachary "Zach" Stein
- Cheryl Hines - Casey Nudelman
- Garry Marshall - Irwin Fiedler
- Daryl Hannah - Sandy / Sacred Feather
- Doris Roberts - Rose Fiedler
- Richard Benjamin - Rabbi Schulberg
- DJ Quik - Himself
- Neil Diamond - Himself